# Grube Ytterby

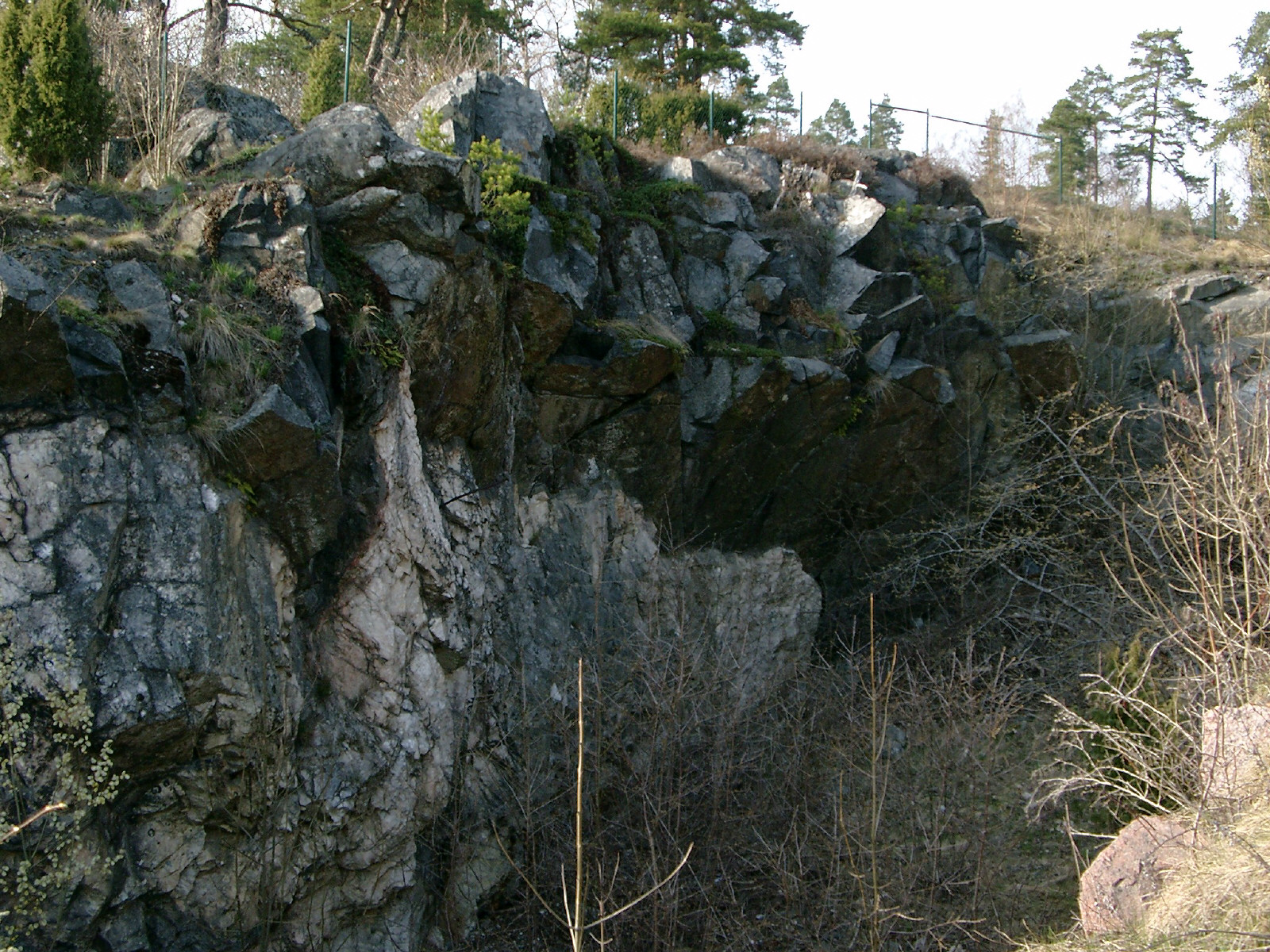
Die Grube Ytterby im Jahr 2004

Die Grube Ytterby (schwedisch Ytterby Gruva) ist ein ehemaliges Quarz- und Feldspat-Bergwerk in der schwedischen Gemeinde Vaxholm auf der Insel Resarö im Stockholmer Schärengarten.
Die Grube Ytterby spielte wissenschaftshistorisch eine wichtige Rolle bei der Entdeckung der Metalle aus der Gruppe der Seltenen Erden, da gleich sieben von ihnen erstmals aus Mineralproben isoliert und beschrieben wurden, die von dort stammen. Dies betrifft Gadolinium (benannt nach dem finnischen Chemiker Johan Gadolin), Holmium (von Holmia, einem lateinischen Namen für Stockholm), Thulium (nach Thule, einem alten Wort für Skandinavien) und Yttrium, Ytterbium, Terbium und Erbium (alle nach der Ortschaft Ytterby benannt).

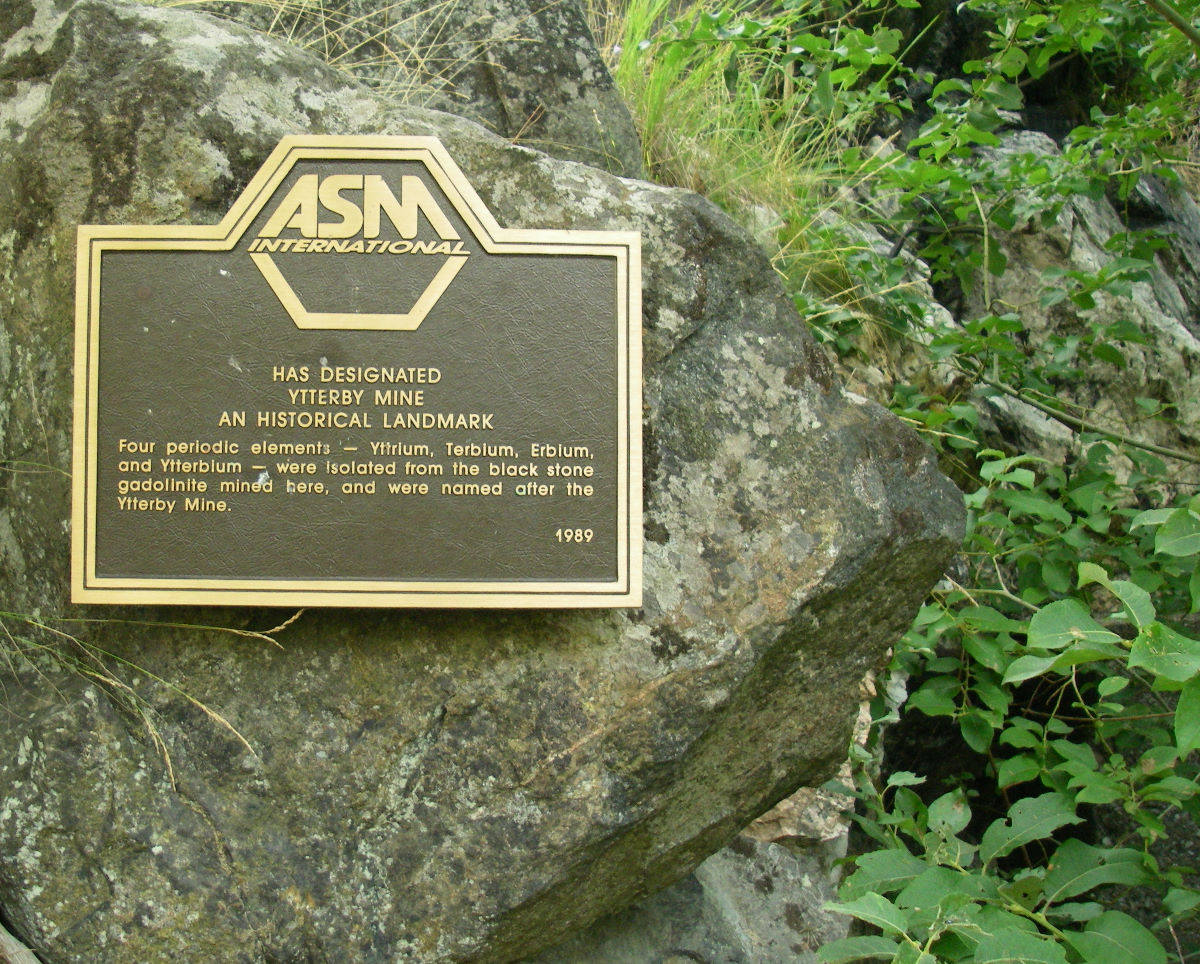
Tafel der ASM International am Eingang zur Grube Ytterby

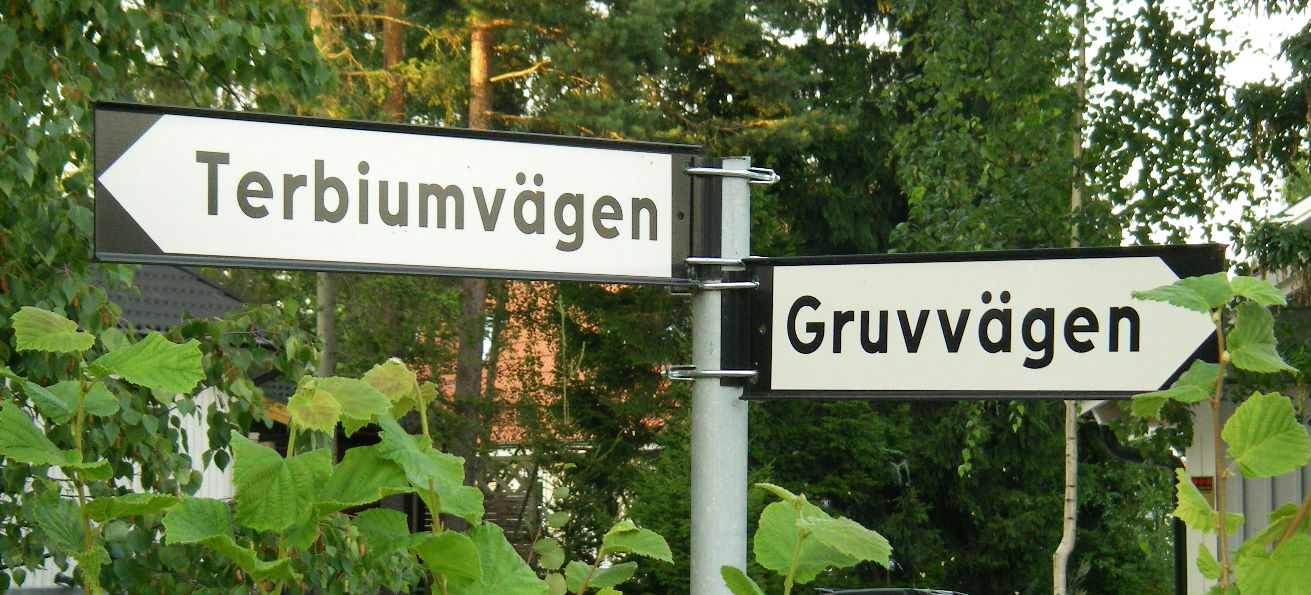
Terbiumvägen (Terbiumweg) in der unmittelbaren Nähe der Grube Ytterby

Yttrium (Y) und Terbium (Tb) wurden 1843 vom schwedischen Chemiker Carl Gustav Mosander entdeckt. 1878 entdeckte der Schweizer Jean Charles Galissard de Marignac das Ytterbium (Yb), und 1879 stießen die Schweden Per Teodor Cleve und Lars Fredrik Nilson auf die Elemente Erbium (Er), Holmium (Ho) und Thulium (Tm).
Der Abbau von Quarz und Feldspat, u. a. für die Produktion von Glas und Keramik (insbesondere auch Porzellan) begann nachweislich spätestens 1756 und erreichte seinen Höhepunkt um 1900. Schon um 1860 herum wurde der Tagebau um einen tonnlägigen Schacht erweitert, damit die Minerale auch unter Tage abgebaut werden konnten. Dieser Schacht erreichte schließlich eine Teufe von 170 Metern. Der Abbau endete 1933, nachdem der damalige Betreiber der Grube, das Unternehmen Rörstrand, aufgrund von Platzproblemen die Keramikproduktion von Stockholm nach Göteborg verlegte. In den 1950er Jahren wurde das alte Grubengebäude erheblich erweitert und bis 1995 als Untergrundspeicher für Kerosin und Diesel genutzt.
1989 wurde die Grube von ASM International als wichtiger Ort für die Entdeckung von Metallen befunden und in die Liste der Historical Landmarks aufgenommen. Eine entsprechende Tafel wurde am Eingang der Grube angebracht.